# Iman Mahdavi
Iman Mahdavi (in persiano ایمان مهدوی‎; Sari, 12 febbraio 1995) è un lottatore iraniano, avente lo status di rifugiato politico in Italia, specializzato nella lotta libera.

## Biografia
È originario della provincia di Māzandarān. Ha iniziato a praticare la lotta olimpica all'età di 15 anni. Il padre era un lottatore. Nel 2020 è stato costretto a fuggire dal proprio paese perché in pericolo di vita, perseguitato per ragioni politiche dal regime degli ayatollah. E' riusito ad entrare nel territorio turco attraversando il confine a piedi. Ha fatto poi ingresso in Italia come richiedente asilo nell'ottobre del 2020.
Da allora vive a Milano e si allena al Lotta Club Seggiano, con il tecnico Victor Cazacu. Grazie all'aiuto della sua squadra di club e della Federazione Italiana Judo Lotta Karate Arti Marziali (FIJLKAM) ha potuto intraprendere il programma del Comitato olimpico internazionale (CIO) per gli atleti rifugiati, che gli ha garantito un sostegno economico per la preparazione sportiva sino al 2024. È membro della formazione di rifugiati coinvolta nelle qualificazioni ai Giochi olimpici estivi di Parigi 2024.
Prende parte alle competizioni internazionali come atleta indipendente o sotto la bandiera degli Atleti Olimpici Rifugiati. Circolando in assenza di valido passaporto emesso dal paese d'origne, può accedere solo ai tornei organizzati nell'Unione europea o comunque negli Stati che gli consentono l'ingresso per ragioni sportive.
Il 20 giugno 2022 in occasione della giornata mondiale del rifugiato, UNHCR ha scelto la sua storia come testimonial per la pubblicazione di un videoclip sul portale istituzionale. 
A partire dal dicembre 2022 è coinvolto con tutta la squadra del Lotta Club Seggiano in un progetto di inclusione "Olympicap" organizzato dal Presidente del Club Giuseppe Gammarota, promosso dal Gruppo CAP Acque e patrocinato dal Comune di Pioltello, che ha l'obiettivo di favorire la coesione sociale e l’inclusione di rifugiati e migranti, nella comunità che li ospita, attraverso lo sport e la lotta libera.
Il 7 febbraio 2023 la Giunta Comunale del Comune di Milano, in presenza del Sindaco di Milano Beppe Sala, ha organizzato una seduta del Consiglio Comunale di Milano con all'ordine del giorno: dare sostegno ad Iman Mahdavi nel suo percorso sportivo di avvicinamento ai Giochi Olimpici. La mozione è stata votata ed approvata all'unanimità. 
Nell'aprile 2023 ha preso parte al torneo dei 79 kg degli europei di Zagabria 2023, gareggiando sotto la sigla UWW, ed è stato eliminato per mano dall'azero Sabuhi Amiraslanov ai sedicesimi. Nella stessa rassegna continentale era presente anche un altro rifugiato iraniano: Jamal Valizadeh, attivo nella lotta greco-romana 60 kg.
Sempre sotto la sigla UWW ha combattuto ai mondiali di Belgrado 2023, dove ha riportato una sconfitta contro l'azero Orkhan Abbasov ai sedicesimi e non ha avuto accesso ai ripescaggi.

## Palmarès
| Anno                                        | Manifestazione | Sede     | Evento | Risultato | Note |
| ------------------------------------------- | -------------- | -------- | ------ | --------- | ---- |
| Come atleta indipendente sotto la sigla UWW |                |          |        |           |      |
| 2023                                        | Europei        | Zagabria | 79 kg  | 12º       |      |
| 2023                                        | Mondiali       | Belgrado | 79 kg  | 18º       |      |
| 2024                                        | Europei        | Bucarest | 79 kg  | 12º       |      |

## Altre competizioni internazionali
2023
- Bronzo nei 79 kg al Torneo Città di Sassari ( Sassari)
- 5º nei 79 kg al Waclaw Ziolkowski Memorial ( Varsavia)